# 第二大谷川
第二大谷川（だいにおおたにがわ）は、徳島県鳴門市を流れる吉野川水系の河川である。

## 地理
大麻町大谷を流れる大谷川の中流部から分流し、大麻町松村・大麻町東馬詰を南流し旧吉野川へ合流する。流域は広大な水田地帯で、主な橋梁として河口付近を通る徳島県道226号津慈広島線の天神免橋などがある。

## 主な橋梁
- 天神免橋 - 徳島県道226号津慈広島線

## 流域の主な施設
- 鳴門市立堀江北小学校
- JR阿波大谷駅